# Simulium unum
Simulium unum är en tvåvingeart som beskrevs av Datta 1975. Simulium unum ingår i släktet Simulium och familjen knott. Inga underarter finns listade i Catalogue of Life.